# Oscar Peñafiel Rodriguez
Oscar Peñafiel Rodriguez, (La Paz, Bolivia; 21 de noviembre de 1968), reconocido guitarrista Boliviano por ser un referente actual del instrumento dentro y fuera de Bolivia junto con otros guitarristas bolivianos como Piraí Vaca y Marcos Puña. Participó en festivales de guitarra Internacionales en Perú, Argentina, España y Estados Unidos, además de festivales nacionales importantes dentro de Bolivia. Actualmente es director de la escuela superior de guitarra clásica en el Conservatorio Plurinacional de Música de Bolivia.

## Biografía
Nació en La Paz, Bolivia, en el año 1968, desde su infancia fue muy atraído por la música en general y particularmente por la música Académica a través de una búsqueda personal. Su educación primaria y secundaria las realizó en La Paz, adquiriendo en este periodo conocimiento básico en instrumentos tradicionales de viento y también charango.  A sus 13 años empieza su estudio de la guitarra de manera autodidacta y unos años más tarde ingresa a la Escuela Nacional de Folklore "Mauro Núñez" en La Paz, donde obtuvo sus primeros conocimientos de teoría musical y también un acercamiento a la música folclórica.
En su adolescencia se vio cada vez más involucrado con la música e ingresa al Conservatorio Nacional de Música  en el año 1986. En sus primeros años dentro de la institución pudo adelantar varios cursos debido a su motivación y dedicación personal. Tuvo como profesores a Marco Alandia, Miguel Cerruto, pero destacaron sobre todo el maestro Kazutoyo Ito, quien lo impulsó hacia una formación seria en el instrumento  y el maestro Gentaro Takada quien gracias a su gran nivel de conocimiento en el instrumento consolidó la formación de Óscar como intérprete-concertista y músico.
Finalizó sus estudios en el año 1992, siendo el primer egresado oficial de la carrera de guitarra clásica dentro del Conservatorio Nacional. Ese mismo año se inauguró el primer Concurso Nacional de Guitarra (Tarija, 1992) en el cual obtiene el primer lugar, logrando un reconocimiento a nivel nacional, lo que lo impulsa a realizar conciertos en varias ciudades dentro de Bolivia y además consigue una oportunidad de continuar sus estudios en España.
Posteriormente cursó un postgrado durante dos años en el curso de perfeccionamiento y virtuosismo del Real Conservatorio Superior de Música de Madrid con maestros como Jorge Cardoso y el prestigioso maestro Demetrio Ballesteros.
Durante su estadía en España entra al curso de verano dictado por José Luis Rodrigo en Santiago de Compostela originalmente dictado por Andrés Segovia en los años 60 y posteriormente realizó conciertos solistas en el Palacio del Conde Duque y en la Casa de América en Madrid, los cuales fueron muy relevantes dentro del desarrollo de su carrera como concertista.
A su retorno en Bolivia realizó conciertos en el interior y exterior del país, siendo invitado como jurado de concursos importantes y también como concertista. Recibió  clases magistrales de los maestros: Eduardo Isaac (Argentina) , Lars Trier  (Noruega), Alex Garrobé y José Luis Rodrigo (España).
Además de su actividad como concertista, es docente desde 1992 hasta la actualidad en el Conservatorio Plurinacional de Música siendo también el director de la escuela Superior de la carrera de guitarra clásica en la actualidad y en varias ocasiones previas. Durante su gestión elaboró conjuntamente con colaboradores el programa y el contenido de la carrera de guitarra dentro del Conservatorio, que actualmente está vigente.
A lo largo de su carrera pudo estudiar diversas vertientes de escuelas guitarrísticas como lo son la uruguaya  y la española, pero no defiende una escuela en particular si no favorece un uso de la técnica de varias escuelas aplicadas a sus necesidades propias. Como referentes guitarrísticos nombra a David Russell  y otros como Manuel Barrueco, Fabio Zanon  y Andrés Segovia. Dentro de la música que admira e interpreta destacan J.S. Bach, Leo Brouwer  y Roland Dyens, además del guitarrista boliviano Alfredo Domínguez.

## Reconocimientos
Obtuvo el Primer Premio en el Concurso Nacional de Guitarra (Tarija, 1992), siendo invitado posteriormente en diversas ocasiones a dicho evento, así como al Festival y Concurso Internacional de Guitarra de La Paz, en calidad de jurado y concertista.
Realizó varios conciertos en las principales salas del interior de su país, así como en festivales  internacionales en Argentina, España  y Estados Unidos. 
Podemos mencionar la participación en el Ibero-American Guitar Festival, en el Festival Internacional de Guitarra en La Paz y en el XXIV Festival Internacional de Guitarra en Instituto Cultural Peruano Norteamericano (ICPNA). También hizo conciertos como solista de la Orquesta Sinfónica Nacional de Bolivia y la Orquesta Sinfónica de El Alto.

## Producción discográfica
Su única producción discográfica como solista fue el disco denominado  “DEL UMBRAL” que contiene obras representativas de la música latinoamericana y actualmente tiene una segunda producción en proceso de grabación.